# Physcius peruvianus
Physcius peruvianus is een keversoort uit de familie Mycteridae. De wetenschappelijke naam van de soort is voor het eerst geldig gepubliceerd in 1910 door Pic.